# Ilir Meta
Ilir Meta (Durrës, 24 de março de 1969) é um diplomata e político albanês, foi presidente da Albânia de 24 de julho de 2017 até 24 de julho de 2022. Antes de ser presidente, ele atuou como primeiro-ministro de 1999 a 2002. Meta também atuou como Ministro de Relações Exteriores de 2002 a 2003 e novamente de 2009 a 2010. Foi Presidente do Parlamento da Albânia de 2013 a 2017.
Meta também ocupou cargos como Vice-primeiro-ministro e Ministro de Economia, Comércio e Energia. Antes disso, ele ocupou a presidência da Comissão Parlamentar de Integração Europeia e fundou o Movimento Socialista pela Integração (LSI) em 2004.

## Carreira política
Meta está envolvido na política desde 1990, após a queda do comunismo na Albânia, como participante ativo do movimento estudantil contra o comunismo, que trouxe o pluralismo político na Albânia. Desde 1992, ele foi eleito membro do Parlamento em todas as legislaturas e tem sido membro ativo de várias comissões parlamentares.
De 1996 a 1997, foi vice-presidente da Comissão de Relações Exteriores do Parlamento. De outubro de 1998 a outubro de 1999, Ilir Meta foi Vice-primeiro-ministro e Ministro de Coordenação, além de Secretário de Estado para a Integração Europeia no Ministério das Relações Exteriores, em março e outubro de 1998.
Em 28 de abril de 2017, ele foi eleito presidente da Albânia, recebendo 87 votos dos 140 membros do Parlamento.